# NGC 755
NGC 755 је спирална галаксија у сазвежђу Кит која се налази на NGC листи објеката дубоког неба.
Деклинација објекта је - 9° 3' 45" а ректасцензија 1h 56m 22,6s. Привидна величина (магнитуда) објекта NGC 755 износи 12,6 а фотографска магнитуда 13,4. Налази се на удаљености од 20,233 милиона парсека од Сунца. NGC 755 је још познат и под ознакама NGC 763, MCG -2-6-5, KUG 0153-093, IRAS 01538-0918, PGC 7262.